# 金七紀男
金七 紀男（きんしち のりお、1940年 - ）は、日本の歴史学者。専門はポルトガル史。東京外国語大学名誉教授、元天理大学教授。

## 略歴
1940年に満洲国で生まれる。
東京外国語大学外国語学部ポルトガル・ブラジル語学科を卒業した後、東京大学大学院人文科学研究科西洋史学専攻修士課程修了、博士課程中退。専攻はポルトガル近世史。
東京外国語大学外国語学部講師、助教授を経て、教授、2003年4月に同大学から名誉教授の称号を授与された。その後2009年3月まで天理大学国際文化学部教授を務める。

## 研究分野
ポルトガル史、ブラジル史研究で知られ、特にポルトガル史については日本国内における第一人者として認知されている。
歴史研究での著作が多数あるほか、白水社の『現代ポルトガル語辞典』の編者の一人でもある。

## 著作

### 単著
- 『ポルトガル史』（彩流社, 1996年／増補版, 2003年／増補新版,2010年）
- 『エンリケ航海王子――大航海時代の先駆者とその時代』（刀水書房, 2004年）
- 『ブラジル史』（東洋書店, 2009年）
- 『図説 ポルトガルの歴史』（河出書房新社, 2011年）
- 『図説 ブラジルの歴史』（河出書房新社, 2014年）

### 共著
- （住田育法・高橋都彦・富野幹雄）『ブラジル研究入門――知られざる大国500年の軌跡』（晃洋書房, 2000年）

### 共編著
- （池上岑夫・高橋都彦・富野幹雄）『現代ポルトガル語辞典』（白水社, 1996年／改訂版,2005年）

### 訳書
- アントニオ・デ・スピノラ『ポルトガルとその将来　国家の現状分析』（時事通信社、1975年）
- フレデリック・モーロ『ブラジル史』（白水社［文庫クセジュ］, 1980年）
- （編訳）A・H・デ・オリヴェイラ・マルケス『世界の教科書＝歴史　ポルトガル』（ほるぷ出版, 1981年）
- A・ソウト・マイオール『ブラジル』（ほるぷ出版, 1982年）
- （共訳）G・バラクラフ『歴史学の現在』（岩波書店, 1985年）
- マヌエラ・アルヴァレス、ジョゼ・アルヴァレス『ポルトガル日本交流史』（彩流社, 1992年）
- ジョゼ・アルヴァレス『日葡修好通商条約と外交関係史　1860～1910』（彩流社, 2010年）